# Faleze de nisip
Faleze de nisip este un film românesc din 1983 regizat de Dan Pița. În rolurile principale joacă actorii Victor Rebengiuc, Carmen Galin, Marin Moraru și Gheorghe Visu. Filmul este o adaptare după romanul „Zile de nisip” de Bujor Nedelcovici. A avut premiera la 31 ianuarie 1983, dar filmul este imediat retras în urma criticilor lui Ceaușescu.

## Rezumat
În timp ce se plimba pe plajă, tânărul Vasile (Gheorghe Visu) este acuzat de mai mulți turiști că ar fi furat de pe faleză obiectele doctorului Hristea (Victor Rebengiuc). Tânărul este recunoscut de către soția lui Șelaru (Ovidiu Schumacher), fiind imobilizat de către celălalte persoane și dus la miliție.
În momentul în care este adus la secția de miliție, Vasile este interogat de locotenentul Popa (Valentin Uritescu), însă tânărul nu recunoaște nimic. El a susținut că după ce a ieșit de la muncă, a mers pe plajă, i-a dus de mâncare unui câine și s-a întâlnit cu Amira (Oana Pellea). Tânărul este supus presiunii psihologice de către doctorul Hristea pentru a-și recunoaște vina.

## Distribuție
- Victor Rebengiuc — dr. Theodor Hristea, medic chirurg[2]
- Carmen Galin — Cristina, amanta dr. Hristea
- Marin Moraru — fotoreporterul Ștefan Albini, prietenul dr. Hristea
- Gheorghe Visu — tâmplarul Vasile Mihăilescu, tânărul acuzat de furt
- Vasile Cosma — maiorul Raicu, șeful postului de miliție
- Valentin Uritescu — lt. Popa, ofițerul anchetator
- Ion Vîlcu — profesorul Candiano, vecin de pensiune al dr. Hristea
- Ovidiu Schumacher — Ovidiu Șelaru, bucureștean aflat în concediu
- Florin Anton — milițianul Mărgărit
- Patricia Grigoriu — coafeza Maria, verișoara lui Vasile
- Vasile Nițulescu — tatăl lui Vasile, pensionat pe caz de boală
- Ileana Ploscaru — mătușa lui Vasile
- Magda Popovici — dna Șelaru
- Dorel Vișan — milițianul de la proces
- Irina Mazanitis
- Mircea Anghelescu
- Ion Cocieru
- Oana Pellea — turcoaica Amira, fiica mamei Anica
- Mariana Ceconi
- Răzvan Vasilescu — tâmplarul Alboiu, coleg de serviciu al lui Vasile
- Mihai Alexandru
- Emil Sassu — meșterul tâmplar
- Liliana Ticău
- Petre Tanasievici — pescarul Boris, unchiul lui Vasile
- Cătălina Murgea — mama Anica, vânzătoarea de scovergi
- Dumitru Palade
- Mihai Boruzescu
- Mihai Maltopol
- Maria Rot
- Dan Borcia
- Alexandru Mereuță
- Alexandru Lungu
- Marius Vulpe
- Victor Iagamoși
- Mirela Comnoiu
- Claudiu Băican — copilul accidentat

## Producție
Este produs de Casa de filme Unu. 

## Primire
Filmul a fost vizionat de 337.230 de spectatori în cinematografele din România, după cum atestă o situație a numărului de spectatori înregistrat de filmele românești de la data premierei și până la data de 31 decembrie 2014 alcătuită de Centrul Național al Cinematografiei.

## Premii
- 1990 - ACIN - Marele Premiu. Premiile pentru muzică (Adrian Enescu), Premiul pentru montaj (Cristina Ionescu).[4]